# Агарвал, Анил
Ани́л Агарва́л (англ. Anil Agarwal, род. 24 января 1954, Патна, Бихар, Индия) — индийский предприниматель, миллиардер, основатель и генеральный директор британской корпорации Vedanta Resources. В 2012 году журнал Forbes оценил его состояние в 3,5 млрд долларов США.

## Биография
Анил Агарвал родился и вырос в городе Патна — столице штата Бихар. Его отец был торговцем, занимавшимся продажей алюминиевых проводников. В 15 лет Агарвал-младший бросил учёбу в школе и открыл свой бизнес по продаже металлолома. В 1973 году, в возрасте 19 лет, он переехал в Бомбей, где занимался различными видами мелкого бизнеса. Поначалу Агарвал не имел успеха. Прорыв в его карьере произошёл в 1976 году, когда он взял кредит в банке и приобрёл через семейную фирму компанию Shamsher Sterling Corporation, занимавшуюся производством проволоки и электрических кабелей. Уже через две недели он выплатил банку всю сумму кредита, получив необходимые для этого средства в результате продажи меди со склада завода компании.
В 1986 году Shamsher Sterling Corporation была куплена компанией Sterlite Cables, которая частично принадлежала Агарвалу и его семье. В результате образовалась новая компания, получившая название Sterlite Industries. В том же году Агарвал основал корпорацию Vedanta Resources, в которую вошли Sterlite Industries и ряд более мелких компаний, принадлежавших на тот момент семье Агарвалов. В 1988 году Sterlite Industries успешно провела первичное публичное предложение акций. Часть от полученной прибыли пошла на финансирование строительства завода по производству телефонных кабелей. В 1990-е годы бизнес Агарвала пережил бурный рост.
В 2003 году Vedanta Resources провела первичное публичное предложение акций. В результате, в 2003 году Агарвал занял 8-е место в списке самых богатых индийцев. Его состояние тогда оценивалось в 6,4 млрд долларов США. В 2012 году журнал Forbes оценил состояние Агарвала в 3,5 млрд долларов США. В том же году он оказался на 15 месте в списке самых богатых индийцев и на 314 месте в списке миллиардеров по версии журнала Forbes.

## Личная жизнь
Женат, отец двоих детей. Живёт в Лондоне. Является вегетарианцем. По вероисповеданию — индуист, последователь Международного общества сознания Кришны. По собственному утверждению, пришёл в Общество сознания Кришны после знакомства с гуру Радханатхом Свами. Профинансировал строительство крупного кришнаитского храмового комплекса в г. Патна, инаугурация которого запланирована на 2014 год.